# アナイシス・エルナンデス
アナイシス・エルナンデス（Anaisis Hernandez Sarriá 1981年8月30日- ）はキューバのシエンフエーゴス出身の柔道選手。階級は63kg級。身長170cm。

## 人物
2001年の世界選手権63kg級では3位となった。2004年になると階級を
70kg級に上げてドイツ国際やパンナム選手権で優勝するものの、アテネオリンピックでは初戦でアンゴラのアントニア・モレイラに大内刈で敗れた。その後暫く畳から離れていたが、2008年になると63kg級に階級を戻してフランス国際では3位、ドイツ国際では決勝で日本の上野順恵に指導1で敗れたものの2位になった。その後北京オリンピックでは70kg級に出場して決勝まで進むものの、日本の上野雅恵に開始46秒の朽木倒で敗れたが銀メダルを獲得した。

## 主な戦績
63kg級での戦績
- 2000年 -ポーランド国際　2位
- 2001年 - フランス国際　3位
- 2001年 - 世界選手権　3位
- 2001年 - ユニバーシアード　2位
- 2001年 - パンナム選手権　2位
- 2002年 -ハンガリー国際　3位
- 2002年 - ワールドカップ団体戦　2位
- 2002年 - パンナム選手権　優勝

70kg級での戦績
- 2004年 - ドイツ国際　優勝
- 2004年 - パンナム選手権　優勝
- 2004年 - ポルトガル国際　優勝

63kg級での戦績
- 2008年 - フランス国際　3位
- 2008年 - ドイツ国際　2位
- 2008年 - 北京オリンピック　2位(70kg級)